# Mihai Negulescu
Mihai Negulescu (n. 22 ianuarie 1936, Fântânele, Prahova) este un poet și prozator român.

## Biografie
Mihai Negulescu este fiul Ioanei (născută Dumitrescu) și al lui Ion Negulescu.
A absolvit Liceul „I.L. Caragiale" din Ploiești în 1955 având colegi de clasă pe scriitorii Bujor Nedelcovici, Cristian Petru Bălan, Alexandru Sincu, și Corneliu Șerban și pe pictorul Vladimir Zamfirescu. În perioada 1952-1954 a urmat Școala de Literatură și Critică Literară "Mihai Eminescu" având colegi de serie pe Ion Gheorghe, Radu Cosașu, Irimie Străuț, Gheorghe Tomozei, Florin Mugur, Lucian Raicu, Doina Salajan, Elena Dragos, Alexandru Popescu-Vergu, Ioana Zamfir, Atanasie Toma, Dumitru Carabăț, Gheorghe D. Vasile, Horia Arama, Ion Grecea, Ștefan Luca și alții. A urmat cursurile Facultății de Filologie a Universității din București, luându-și licența în 1960. A lucrat ca redactor la Viața militară, Luceafărul și ca redactor-șef la revista pentru copii, Cutezătorii . 

### Debut
A debutat în 1953 la publicația „Tânărul scriitor", și editorial în 1962, cu placheta de versuri Nopțile albe ale orașului.

## Cărți publicate

### Versuri
- Nopțile albe ale orașului, Editura pentru literatură, București, 1962;
- Ploile au venit târziu, Editura pentru literatură, București, 1965;
- Ceramică regăsită, Editura tineretului, București, 1967;
- Balans de zodii, Editura pentru literatură, București, 1969;
- Piancoteca unei lire, Editura Eminescu, București, 1971;
- Echinox, Editura Albatros, București, 1972;
- Poartă de pe Mara, Editura Militară, București, 1972;
- Neodihna de a fi om, Editura Eminescu, București, 1973;
- Ceremonie în albastru, Editura Albatros, București, 1975;
- Ține minte zăpada, Editura Cartea românească, București, 1976;
- Secundă în milenii, Editura Militară, București, 1977;
- Desfrunzirea uitării în vântul auriu de septembrie, Editura Eminescu, București, 1979;
- Drumul spre casă, Editura Eminescu, București, 1984;
- Puterea acestui pământ, Editura Militară, București, 1986;
- Un spațiu al iubirii, Editura Cartea Românescă, București, 1988.

### Versuri pentru copii
- Mânzul, Editura Tineretului, București, 1967;
- Aeroportul alb, Editura Ion Creangă, București, 1975;
- Cine ești tu?, Editura Ion Creangă, București, 1982;
- De unde vine dimineața, Editura Ion Creangă, București, 1987.

### Însemnări de călătorie, reportaj
- Rapsodie în Oaș, Editura Tineretului, București, 1964;
- Orașul lui Pintea, Editura Tineretului, București, 1967;
- Rapsodie în jad, Editura Eminescu, București, 1972;
- Arcul de la Miazănoapte, Editura Ion Creangă, București, 1972.

### Scenarii de film
- Lira de aur, documentar, Virgil Calotescu, 1978.